# Plethochaeta
Plethochaeta är ett släkte av tvåvingar. Plethochaeta ingår i familjen kolvflugor.
Kladogram enligt Catalogue of Life:
| Plethochaeta | \| \| Plethochaeta testacea \| \| \| \| \| \| Plethochaeta varicolor \| \| \| \| |
|              | \| \| Plethochaeta testacea \| \| \| \| \| \| Plethochaeta varicolor \| \| \| \| |
|              | Plethochaeta testacea                                                            |
|              |                                                                                  |
|              | Plethochaeta varicolor                                                           |
|              |                                                                                  |